# 에밀리 로빈슨
에밀리 로빈슨(Emily Robinson, 1998년 10월 18일 ~ )은 미국의 배우, 텔레비전 배우, 영화배우, 연극 배우, 영화 감독이다.
뉴욕에서 태어났다.

## 방송
- 트랜스페어런트 시즌2
- 트랜스페어런트